# Monkeypaw Productions
Monkeypaw Productions est une société de production audiovisuelle fondée par le réalisateur Jordan Peele en 2012. Elle est connue pour avoir produit les films d'horreur Get Out et Us. Son nom s'inspire du titre de la nouvelle La Patte de singe (The Monkey's Paw) de W.W. Jacobs (1902).
Le logo est entièrement réalisé en animation en volume, et commence par un panoramique dans un train qui contient différents accessoires et objets. Après un zoom sur les portes, la caméra se retourne alors sur une patte de singe qui mélange une tasse de thé avec une cuillère, comme l'indique le nom de la société.

## Histoire
Le 31 janvier 2012, Monkeypaw Productions diffuse la série télévisée humoristique Key & Peele sur Comedy Central.
En 2015, cette série se termine ; Jordan Peele et Keegan-Michael Key écrivent le script de la comédie Keanu qui finira par diffuser le 29 avril 2016.
En 2017, Jordan Peele réalise son premier film d'horreur Get Out, qui sort le 24 février 2017 par Universal Pictures. Le 3 mai de la même année, Jordan Peele signe un contrat sur deux ans avec Universal Pictures, impliquant que Monkeypaw Productions doit produire et distribuer des films de genre pour Universal Pictures et comprenant aussi des micro-productions en collaboration avec Blumhouse Productions. Le 16 mai 2017, on annonce que Monkeypaw Productions et Bad Robot Productions vont produire une série télévisée horrifique qui pour titre Lovecraft Country pour HBO.
Le 8 mai 2018, Jordan Peele annonce qu'il va écrire et réaliser son deuxième long métrage Us, un film d'horreur social avec Lupita Nyong'o, Elisabeth Moss et Winston Duke. Ce film sort le 22 mars 2019 par Universal Pictures.
En novembre 2020, on révèle que Jordan Peele écrit, produit et réalise le troisième long métrage Nope, et que Universal Pictures le distribuerait le 22 juillet 2022,,,.

## Filmographie

### Longs métrages
| Année | Film                                           | Réalisateur   | Budget (en $) | Box-office (en $) | Coproducteurs | Distributeurs      |
| ----- | ---------------------------------------------- | ------------- | ------------- | ----------------- | --- | ------------------ |
| 2016  | Keanu                                          | Peter Atencio | 15 millions   | 20,6 millions     | New Line Cinema, RatPac-Dune Entertainment, Detroit Pictures, Principato-Young Entertainment                                                    | Warner Bros.       |
| 2017  | Get Out                                        | Jordan Peele  | 4,5 millions  | 255,4 millions    | Blumhouse Productions, QC Entertainment | Universal Pictures |
| 2018  | BlacKkKlansman : J'ai infiltré le Ku Klux Klan | Spike Lee     | 15 millions   | 93,4 millions     | Blumhouse Productions, QC Entertainment, 40 Acres & A Mule Filmworks, Legendary Entertainment, Perfect World Pictures                           | Focus Features     |
| 2019  | Us                                             | Jordan Peele  | 20 millions   | 255,1 millions    | Perfect World Pictures | Universal Pictures |
| 2021  | Candyman                                       | Nia DaCosta   | 8 millions    | 77,4 millions     | Metro-Goldwyn-Mayer, Bron Studios | Universal Pictures |
| 2021  | Wendell et Wild                                | Henry Selick  | NC            | NC                | The Gotham Group, Principato-Young Entertainment                                                                                                | Netflix            |
| 2022  | Nope                                           | Jordan Peele  | 68 millions   | 149,5 millions    | | Universal Pictures |
| 2024  | Monkey Man                                     | Dev Patel     | NC            | NC                | Bron Studios, Thunder Road Pictures, Creative Wealth Media Finance, Lost Winds Entertainment, Lucky Elephant Media, Minor Realm et S'YA Concept | Universal Pictures |

### Séries télévisées
| Année       | Série                                      | Créateur(s)                                | Coproducteurs                                                                                              | Distributeurs   |
| ----------- | ------------------------------------------ | ------------------------------------------ | --- | --------------- |
| 2012-2015   | Key & Peele                                | Jordan Peele, Keegan-Michael Key           | Cindylou, Martel & Roberts Productions, Principato-Young Entertainment                                     | Comedy Central  |
| depuis 2018 | The Last O.G.                              | Jordan Peele, John Carcieri                | Streetlife Productions Inc., Full Flavor, The Tannenbaum Company, Principato-Young Entertainment, Studio T | TBS             |
| depuis 2019 | Weird City                                 | Jordan Peele, Charlie Sanders              | Sonar Entertainment, Mosaic, Raskal Productions                                                            | Youtube Premium |
| depuis 2019 | Lorena                                     | Joshua Rofé                                | Sonar Entertainment, Number 19                                                                             | Amazon Video    |
| depuis 2019 | The Twilight Zone : La Quatrième Dimension | Simon Kinberg, Jordan Peele, Marco Ramirez | CBS Television Studios, Genre Films                                                                        | CBS All Access  |
| 2020        | Hunters                                    | David Weil                                 | Sonar Entertainment                                                                                        | Amazon Video    |
| 2020        | Lovecraft Country                          | Misha Green                                | Bad Robot Productions, Warner Bros. Television                                                             | HBO             |